# Psocus bipunctatus
Psocus bipunctatus là một loài côn trùng trong họ Psocidae thuộc bộ Psocoptera. Loài này được Linnaeus miêu tả năm 1761.